# Gonatodes albogularis
Espèce
Synonymes
- Gymnodactylus albogularis Duméril & Bibron, 1836
- Gymnodactylus notatus Reinhardt & Lütken, 1862
- Gonatodes bodinii Rivero Blanco, 1964

Gonatodes albogularis est une espèce de geckos de la famille des Sphaerodactylidae.

## Répartition
Cette espèce se rencontre :
- aux Antilles ;
- en Amérique centrale ;
- au Venezuela ;
- en Colombie.

Elle a été introduite en Floride aux États-Unis.

## Description

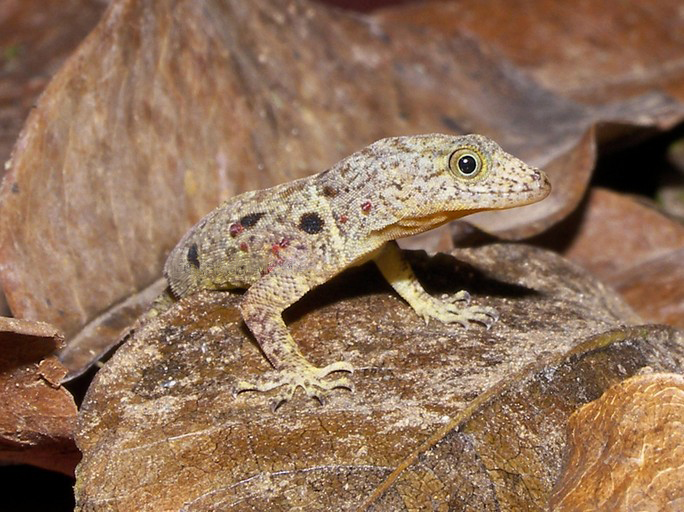
Gonatodes albogularis, femelle

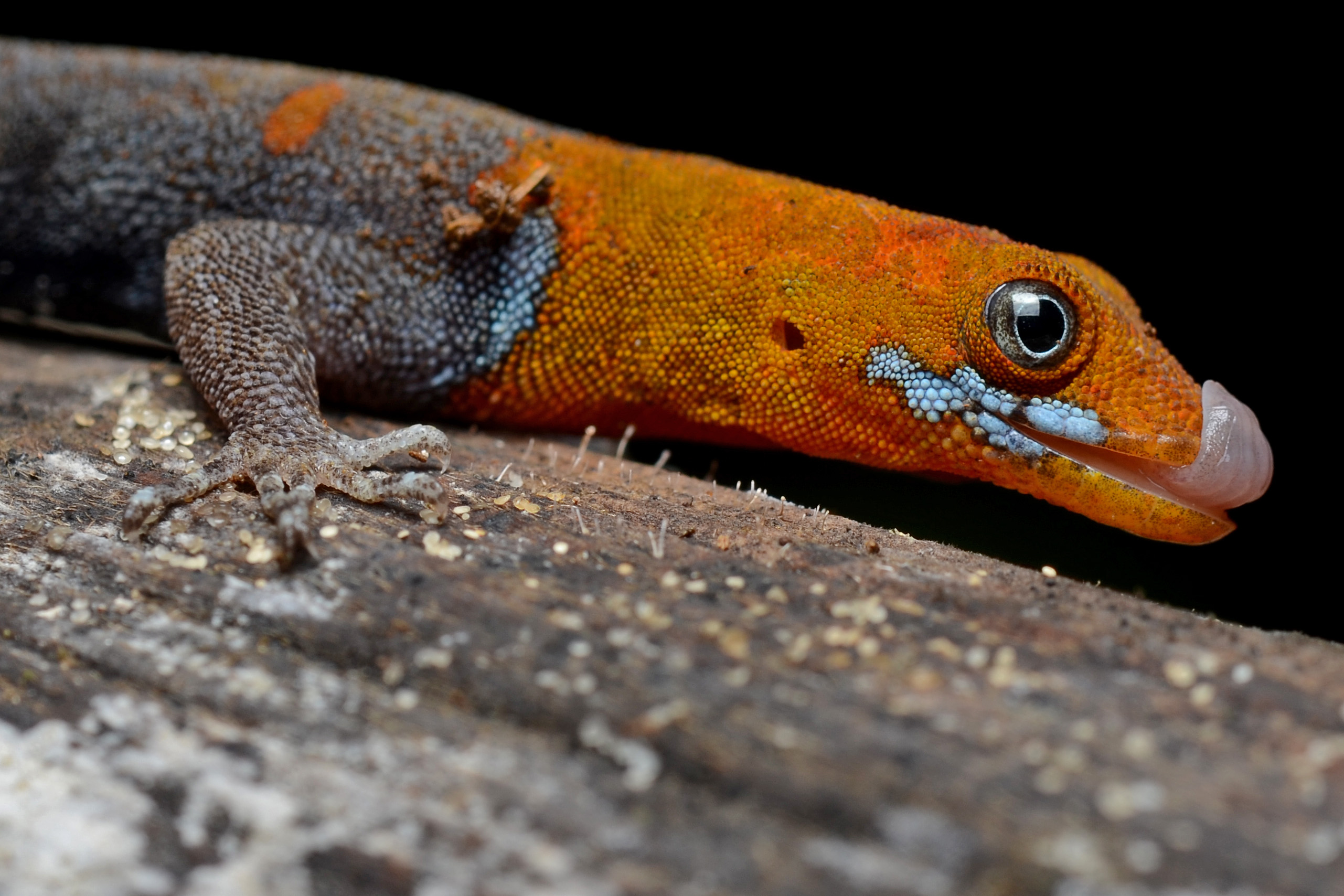
Gonatodes albogularis

C'est une espèce diurne, qui à le corps noir parsemé de petites taches claires, avec la tête jaune parsemée de petites taches noires.

Il a un aspect assez élancé, avec une queue fine. Les œufs incubent un peu plus de deux mois à 28 °C.

## Liste des sous-espèces
Selon The Reptile Database (1 juin 2012) :
- Gonatodes albogularis albogularis (Duméril & Bibron, 1836)
- Gonatodes albogularis bodinii Rivero Blanco, 1964
- Gonatodes albogularis notatus (Reinhardt & Lütken, 1862)

## Taxinomie
La sous-espèce Gonatodes albogularis fuscus a été élevée au rang d'espèce.

## Publications originales
- Duméril & Bibron, 1836 : Erpetologie Générale ou Histoire Naturelle Complete des Reptiles. Librairie Encyclopédique Roret, Paris, vol. 3, p. 1-517 (texte intégral).
- Reinhardt & Lütken, 1862 : Bidrag tii det vestindiske Öriges og navnligen tii de dansk-vestindiske Oers Herpetologie. Videnskabelige meddelelser fra den Naturhistoriske forening i Kjöbenhavn, vol. 1862, n. 10/18, p. 153-291 (texte intégral).
- Rivero Blanco, 1964 : Una nueva especie del genero Gonatodes Fitzinger (Sauria: Sphaerodactylidae) de Venezuela, con clave para las especies del pais. Acta Biologica Venezuelica, vol. 4, p. 169-184.